# Merindad de Sotoscueva
Merindad de Sotoscueva – gmina w Hiszpanii, w prowincji Burgos, w Kastylii i León, o powierzchni 153,35 km². W 2011 roku gmina liczyła 464 mieszkańców.